# Карел Аппел
Карел Аппел (нід. Karel Appel; 25 квітня 1921, Амстердам — 3 травня 2006, Цюрих) — нідерландський живописець, скульптор, графік, художник прикладного мистецтва.

## Біографія
У 1940–1943 навчався в Академії мистецтв в Амстердамі. Перша персональна виставка відбулась у 1946 році у Гронінгені. У період творчого становлення зазнав впливу Пабло Пікассо, Анрі Матісса і, особливо, Жана Дюбюффе. У 1948 році став одним із засновників інтернаціонального об'єднання «Кобра», названого за першими літерами трьох європейських столиць — Копенгагена, Брюсселя, Амстердама. Художники цього об'єднання, яке проіснувало до 1951 року, прагнули максимальної спонтанності, розкутості творчого акту. Орієнтація на дитячий малюнок у роботах Аппела періоду «Кобри» проявилася у великих спрощених формах і яскравих кольорах («Питаючі діти», 1949; «Первинні форми», 1950; «Пара», 1951, усі — Амстердам, музей Стеделейк). У 1950 році оселився у Парижі. У 1951 ним був розписаний кафетерій музею Стеделейк в Амстердаме, у 1956 році — реставраційний зал у тому ж музеї, а у 1958 — ресторан ЮНЕСКО у Парижі. Знайомство з абстрактним експресіонізмом під час поїздки у США в 1957 році суттєво вплинуло на Аппела. У серіях «Оголені» (1962), «Сутичка» (1964), «Обличчя-пейзажі» (1977) зображувальний мотив розчиняється у потоках густих мазків, що перекривають обширні поверхні.
У поліхромній скульптурі, у літографіях Аппел дотримувався тих самих принципів спонтанності, проголошених «Коброю». Живописні роботи кінця 1970-х виконані у стриманішій манері: фарби сірих, коричневих, темно-зелених тонів накладаються короткими щільними мазками (серії «Поля», 1979; «Вікна», 1980). У період 1980-х творчість Аппела поєднується із новим напрямком «вільної фігуративності».